# ラッセ・ゾビーヒ
ラッセ・ゾビーヒ（Lasse Sobiech, 1991年1月18日 - ）は、ドイツ・ノルトライン＝ヴェストファーレン州シュヴェールテ出身の元サッカー選手。現役時代のポジションはDF。

## 経歴
VfLシュヴェールテのユースチームでキャリアをスタートさせ、2003年にボルシア・ドルトムントのユースチームに移籍した。2010年、トップチームに昇格した。
2013年7月12日、ハンブルガーSVに移籍決定。契約は3年間。2014年6月、FCザンクトパウリへの期限付き移籍が決定した。

## 代表歴
ドイツ代表として各年代でプレーし、UEFA U-21欧州選手権2013メンバーに選出された。

## タイトル
1.FCケルン
- 2. ブンデスリーガ : 2018-19